# Dorcadion taborskyi
Dorcadion taborskyi là một loài bọ cánh cứng trong họ Cerambycidae.